# EHF Champions League 2005/06
An der EHF Champions League 2005/06 nahmen 39 Handball-Vereinsmannschaften teil, die sich in der vorangegangenen Saison in ihren Heimatligen für den Wettbewerb qualifiziert hatten. Es war die 46. Austragung der EHF Champions League bzw. des Europapokals der Landesmeister. Titelverteidiger war der spanische Verein FC Barcelona. Die Pokalspiele begannen am 3. September 2005, das zweite Finalspiel fand am 30. April 2006 statt. Im Finale konnte sich BM Ciudad Real gegen Portland San Antonio durchsetzen.

## Modus
Zu Beginn wurde eine Qualifikationsrunde im K.-o.-System mit Hin- und Rückspiel von den niedriger gerankten Vereine gespielt. Die Sieger zogen in die Gruppenphase ein und die Verlierer in die zweite Runde des EHF-Pokals 2005/06. In der Gruppenphase mit acht Gruppen mit je vier Mannschaften, spielte in einer Gruppe jeder gegen jeden ein Hin- und Rückspiel. Die jeweils zwei Gruppenbesten erreichten das Achtelfinale und die Gruppendritten spielten im Achtelfinale des Europapokals der Pokalsieger 2005/06. Ab dem Achtelfinale wurde im K.-o.-System mit Hin- und Rückspiel gespielt, die Gewinner zogen jeweils in die nächste Runde ein. Der Gewinner des Finales war EHF Champions-League-Sieger der Saison 2005/06.

## Qualifikation

### Qualifizierte Teams
Für die Qualifikation qualifiziert waren:
| - Vojvodina Novi Sad (1. von Serbien und Montenegro) - Dinamo Bukarest (1. Rumänische Liga) - Sandefjord TIF (1. Norwegische Liga) - Haukar Hafnarfjörður (1. Isländische Liga) - Athinaikos Athen (1. Griechische Liga) - HRK Izviđač Ljubuški (1. Bosnische Liga) - HC Granitas Kaunas (1. Litauische Liga) | - Bregenz Handball (1. Österreichische Liga) - HK Meschkow Brest (1. Belarussische Liga) - HV KRAS/Volendam (1. Niederländische Liga) - Beşiktaş Istanbul (1. Türkische Liga) - HC Tongeren (1. Belgische Liga) - HC Berchem (1. Luxemburgische Liga) - Sjundeå IF (1. Finnische Liga) |

### Ausgeloste Spiele und Ergebnisse
Die Auslosung der Qualifikation fand am 26. Juli 2005 in Wien statt.
Es nahmen die 14 Mannschaften, die sich vorher für den Wettbewerb qualifiziert hatten, teil.
Die Hinspiele fanden am 3./4./9. September 2005 statt. Die Rückspiele fanden am 9./10./11. September 2005 statt.
| Mannschaft 1                  | Mannschaft 2                               | Hinspiel             | Rückspiel            | Gesamt  |
| ----------------------------- | ------------------------------------------ | -------------------- | -------------------- | ------- |
| Vojvodina Novi Sad Mirkovic 7 | Bregenz Handball Wilczynski 18             | 04.09. So. 17:30 Uhr | 09.09. Fr. 20:15 Uhr | 54 : 66 |
| Vojvodina Novi Sad Mirkovic 7 | Bregenz Handball Wilczynski 18             | 29 : 31 (12 : 18)    | 25 : 35 (12 : 16)    | 54 : 66 |
| Vojvodina Novi Sad Mirkovic 7 | Bregenz Handball Wilczynski 18             | 2.000 Zuschauer      | 1.100 Zuschauer      | 54 : 66 |
| HC Berchem Hummel 9           | Haukar Hafnarfjörður Gudrunarson Stefan 14 | 09.09. Fr. 20:00 Uhr | 10.09. Sa. 20:30 Uhr | 48 : 67 |
| HC Berchem Hummel 9           | Haukar Hafnarfjörður Gudrunarson Stefan 14 | 25 : 34 (14 : 16)    | 23 : 33 (10 : 16)    | 48 : 67 |
| HC Berchem Hummel 9           | Haukar Hafnarfjörður Gudrunarson Stefan 14 | 150 Zuschauer        | 150 Zuschauer        | 48 : 67 |
| Beşiktaş Istanbul Erkol 15    | Dinamo Bukarest Ghionea 13                 | 04.09. So. 14:30 Uhr | 10.09. Sa. 17:00 Uhr | 70 : 76 |
| Beşiktaş Istanbul Erkol 15    | Dinamo Bukarest Ghionea 13                 | 34 : 41 (14 : 22)    | 36 : 35 (17 : 19)    | 70 : 76 |
| Beşiktaş Istanbul Erkol 15    | Dinamo Bukarest Ghionea 13                 | 800 Zuschauer        | 800 Zuschauer        | 70 : 76 |
| HV Kras/Volendam Beers 10     | Athinaikos Athen Makris 15                 | 03.09. Sa. 14:00 Uhr | 10.09. Sa. 17:00 Uhr | 46 : 57 |
| HV Kras/Volendam Beers 10     | Athinaikos Athen Makris 15                 | 21 : 29 (09 : 16)    | 25 : 28 (12 : 12)    | 46 : 57 |
| HV Kras/Volendam Beers 10     | Athinaikos Athen Makris 15                 | 400 Zuschauer        | 700 Zuschauer        | 46 : 57 |
| Sandefjord TIF Jomaas 10      | Brest GK Meschkow Usachov 20               | 03.09. Sa. 16:00 Uhr | 10.09. Sa. 17:00 Uhr | 48 : 57 |
| Sandefjord TIF Jomaas 10      | Brest GK Meschkow Usachov 20               | 27 : 31 (15 : 11)    | 21 : 26 (12 : 12)    | 48 : 57 |
| Sandefjord TIF Jomaas 10      | Brest GK Meschkow Usachov 20               | 400 Zuschauer        | 800 Zuschauer        | 48 : 57 |
| HRK Izviđač Ljubuški Prce 16  | Sjundeå IF Sjöstedt 15                     | 03.09. Sa. 20:00 Uhr | 10.09. Sa. 17:00 Uhr | 68 : 49 |
| HRK Izviđač Ljubuški Prce 16  | Sjundeå IF Sjöstedt 15                     | 36 : 22 (15 : 10)    | 32 : 27 (14 : 14)    | 68 : 49 |
| HRK Izviđač Ljubuški Prce 16  | Sjundeå IF Sjöstedt 15                     | 1.500 Zuschauer      | 400 Zuschauer        | 68 : 49 |
| HC Tongeren De Preter 11      | HC Granitas Kaunas Novickis 21             | 03.09. Sa. 20:30 Uhr | 11.09. So. 17:00 Uhr | 53 : 62 |
| HC Tongeren De Preter 11      | HC Granitas Kaunas Novickis 21             | 29 : 31 (14 : 12)    | 24 : 31 (10 : 17)    | 53 : 62 |
| HC Tongeren De Preter 11      | HC Granitas Kaunas Novickis 21             | 300 Zuschauer        | 200 Zuschauer        | 53 : 62 |

## Gruppenphase
Die Auslosung der Gruppenphase fand am 27. Juli 2005 in Barcelona statt.

Es nahmen die 7 Sieger der Qualifikation und die 25 Mannschaften, die sich vorher für den Wettbewerb qualifiziert hatten, teil.

### Qualifizierte Teams
| Topf 1: - FC Barcelona (Titelverteidiger) - SDC San Antonio (1. Spanische Liga) - RK Celje (1. Slowenische Liga) - Montpellier HB (1. Französische Liga) - THW Kiel (1. Deutsche Liga) - BM Ciudad Real (2. Spanische Liga) - RK Velenje (2. Slowenische Liga) - Paris Handball (2. Französische Liga) | Topf 2: - SG Flensburg-Handewitt (2. Deutsche Liga) - KC Veszprém (1. Ungarische Liga) - RK Zagreb (1. Kroatische Liga) - KIF Kolding (1. Dänische Liga) - Ademar León (3. Spanische Liga) - SC Magdeburg (3. Deutsche Liga) - SC Szeged (2. Ungarische Liga) - Aarhus GF (2. Dänische Liga) |

| Topf 3: - Medwedi Tschechow (1. Russische Liga) - ZTR Saporischschja (1. Ukrainische Liga) - IK Sävehof (1. Schwedische Liga) - Wisła Płock (1. Polnische Liga) - HC Baník Karviná (1. Tschechische Liga) - Kadetten Schaffhausen (1. Schweizer Liga) - Meran Handball (1. Italienische Liga) - HT Tatran Prešov (1. Slowakische Liga) | Topf 4: - RK Pelister Bitola (1. Mazedonische Liga) - Bregenz Handball (Sieger Qualifikation) - Haukar Hafnarfjördur (Sieger Qualifikation) - Dinamo Bukarest (Sieger Qualifikation) - Athinaikos Athen (Sieger Qualifikation) - HRK Izviđač Ljubuški (Sieger Qualifikation) - HC Granitas Kaunas (Sieger Qualifikation) - Brest GK Meschkow (Sieger Qualifikation) |

### Gruppen
| Gruppe A Bregenz Handball Medwedi Tschechow Montpellier HB SC Magdeburg | Gruppe B Ademar León Athinaikos Athen IK Sävehof RK Celje            | Gruppe C Arhus GF Haukar Hafnarfjörður Meran Handball RK Velenje                 | Gruppe D FC Barcelona HRK Izviđač Ljubuški SC Szeged ZTR Saporischschja            |
| Gruppe E Brest GK Meschkow KIF Kolding THW Kiel Wisla Plock             | Gruppe F BM Ciudad Real Dinamo Bukarest HT Tatran Prešov KC Veszprém | Gruppe G FK Pelister Bitola Kadetten Schaffhausen Portland San Antonio RK Zagreb | Gruppe H HC Baník Karviná HC Granitas Kaunas SG Flensburg-Handewitt Paris Handball |

### Entscheidungen
|  | Teilnahme an der Gruppenphase                             |
|  | Teilnahme am Achtelfinale des Europapokal der Pokalsieger |

### Gruppe A
| Pl. | Mannschaft        | Sp. | S | U | N | Tore      | Diff. | Punkte |
| --- | ----------------- | --- | - | - | - | --------- | ----- | ------ |
| 1.  | Montpellier HB    | 6   | 4 | 0 | 2 | 0182:1700 | +12   | 8      |
| 2.  | SC Magdeburg      | 6   | 4 | 0 | 2 | 0191:1690 | +22   | 8      |
| 3.  | Medwedi Tschechow | 6   | 3 | 0 | 3 | 0192:1840 | +8    | 6      |
| 4.  | Bregenz Handball  | 6   | 1 | 0 | 5 | 0162:2040 | −42   | 2      |

### Gruppe B
| Pl. | Mannschaft       | Sp. | S | U | N | Tore      | Diff. | Punkte |
| --- | ---------------- | --- | - | - | - | --------- | ----- | ------ |
| 1.  | RK Celje         | 6   | 5 | 0 | 1 | 0191:1430 | +48   | 10     |
| 2.  | Ademar León      | 6   | 4 | 0 | 2 | 0179:1600 | +19   | 8      |
| 3.  | IK Sävehof       | 6   | 3 | 0 | 3 | 0156:1800 | −24   | 6      |
| 4.  | Athinaikos Athen | 6   | 0 | 0 | 6 | 0145:1880 | −43   | 0      |

### Gruppe C
| Pl. | Mannschaft           | Sp. | S | U | N | Tore      | Diff. | Punkte |
| --- | -------------------- | --- | - | - | - | --------- | ----- | ------ |
| 1.  | Aarhus GF            | 6   | 5 | 0 | 1 | 0183:1650 | +18   | 10     |
| 2.  | RK Velenje           | 6   | 4 | 0 | 2 | 0202:1490 | +53   | 8      |
| 3.  | Meran Handball       | 6   | 2 | 0 | 4 | 0166:2040 | −38   | 4      |
| 4.  | Haukar Hafnarfjörður | 6   | 1 | 0 | 5 | 0160:1930 | −33   | 2      |

### Gruppe D
| Pl. | Mannschaft           | Sp. | S | U | N | Tore      | Diff. | Punkte |
| --- | -------------------- | --- | - | - | - | --------- | ----- | ------ |
| 1.  | FC Barcelona         | 6   | 6 | 0 | 0 | 0193:1490 | +44   | 12     |
| 2.  | SC Szeged            | 6   | 3 | 0 | 3 | 0161:1500 | +11   | 6      |
| 3.  | ZTR Saporischschja   | 6   | 1 | 1 | 4 | 0160:1740 | −14   | 3      |
| 4.  | HRK Izviđač Ljubuški | 6   | 1 | 1 | 4 | 0148:1890 | −41   | 3      |

### Gruppe E
| Pl. | Mannschaft        | Sp. | S | U | N | Tore      | Diff. | Punkte |
| --- | ----------------- | --- | - | - | - | --------- | ----- | ------ |
| 1.  | THW Kiel          | 6   | 5 | 0 | 1 | 0212:1800 | +32   | 10     |
| 2.  | KIF Kolding       | 6   | 4 | 0 | 2 | 0188:1750 | +13   | 8      |
| 3.  | Wisla Plock       | 6   | 2 | 0 | 4 | 0155:1820 | −27   | 4      |
| 4.  | Brest GK Meschkow | 6   | 1 | 0 | 5 | 0165:1830 | −18   | 2      |

### Gruppe F
| Pl. | Mannschaft       | Sp. | S | U | N | Tore      | Diff. | Punkte |
| --- | ---------------- | --- | - | - | - | --------- | ----- | ------ |
| 1.  | BM Ciudad Real   | 6   | 5 | 0 | 1 | 0203:1470 | +56   | 10     |
| 2.  | KC Veszprém      | 6   | 5 | 0 | 1 | 0206:1650 | +41   | 10     |
| 3.  | HT Tatran Prešov | 6   | 1 | 0 | 5 | 0154:2010 | −47   | 2      |
| 4.  | Dinamo Bukarest  | 6   | 1 | 0 | 5 | 0148:1980 | −50   | 2      |

### Gruppe G
| Pl. | Mannschaft            | Sp. | S | U | N | Tore      | Diff. | Punkte |
| --- | --------------------- | --- | - | - | - | --------- | ----- | ------ |
| 1.  | Portland San Antonio  | 6   | 5 | 0 | 1 | 0180:1270 | +53   | 10     |
| 2.  | RK Zagreb             | 6   | 4 | 1 | 1 | 0163:1430 | +20   | 9      |
| 3.  | Kadetten Schaffhausen | 6   | 1 | 1 | 4 | 0160:1810 | −21   | 3      |
| 4.  | RK Pelister Bitola    | 6   | 1 | 0 | 5 | 0139:1910 | −52   | 2      |

### Gruppe H
| Pl. | Mannschaft             | Sp. | S | U | N | Tore      | Diff. | Punkte |
| --- | ---------------------- | --- | - | - | - | --------- | ----- | ------ |
| 1.  | SG Flensburg-Handewitt | 6   | 5 | 0 | 1 | 0208:1550 | +53   | 10     |
| 2.  | Paris Handball         | 6   | 4 | 1 | 1 | 0163:1570 | +6    | 9      |
| 3.  | HC Baník Karviná       | 6   | 2 | 1 | 3 | 0160:1640 | −4    | 5      |
| 4.  | HC Granitas Kaunas     | 6   | 0 | 0 | 6 | 0147:2020 | −55   | 0      |

## Achtelfinals
Die Hinspiele fanden am 3./4./6. Dezember 2005 statt, die Rückspiele am 10./11. Dezember 2005.
|                | Gesamt  |                        | Hinspiel | Rückspiel |
| -------------- | ------- | ---------------------- | -------- | --------- |
| KIF Kolding    | 63:65   | RK Celje               | 33:34    | 30:31     |
| SC Magdeburg   | 47:53   | FC Barcelona           | 24:26    | 23:27     |
| RK Zagreb      | 49:51   | SG Flensburg-Handewitt | 25:23    | 24:28     |
| SC Szeged      | 58:68   | BM Ciudad Real         | 31:32    | 27:36     |
| Ademar León    | 53:53 * | Portland San Antonio   | 31:26    | 22:27     |
| RK Velenje     | 54:55   | Montpellier HB         | 26:22    | 28:33     |
| KC Veszprém    | 61:49   | Aarhus GF              | 30:21    | 31:28     |
| Paris Handball | 49:72   | THW Kiel               | 21:28    | 28:44     |

## Viertelfinals
Die Hinspiele fanden am 25./26./28. Februar 2006 statt, die Rückspiele am 4. März 2006.
|                      | Gesamt |                        | Hinspiel | Rückspiel |
| -------------------- | ------ | ---------------------- | -------- | --------- |
| BM Ciudad Real       | 67:55  | RK Celje               | 34:27    | 33:28     |
| Portland San Antonio | 48:47  | FC Barcelona           | 25:21    | 23:26     |
| THW Kiel             | 62:64  | SG Flensburg-Handewitt | 28:32    | 34:32     |
| Montpellier HB       | 45:48  | KC Veszprém            | 23:21    | 22:27     |

## Halbfinals
Die Hinspiele fanden am 26. März 2006 statt, die Rückspiele am 1. April 2006.
|                | Gesamt |                        | Hinspiel | Rückspiel |
| -------------- | ------ | ---------------------- | -------- | --------- |
| BM Ciudad Real | 60:49  | SG Flensburg-Handewitt | 31:22    | 29:27     |
| KC Veszprém    | 58:59  | Portland San Antonio   | 29:27    | 29:32     |

## Finale
Das Hinspiel in Pamplona fand am 22. April 2006 statt und das Rückspiel in Ciudad Real am 30. April 2006. Bei der zweiten aufeinanderfolgenden Teilnahme am Finale konnte BM Ciudad Real seinen ersten Titel erringen.
|                      | Gesamt |                | Hinspiel | Rückspiel |
| -------------------- | ------ | -------------- | -------- | --------- |
| Portland San Antonio | 47:62  | BM Ciudad Real | 19:25    | 28:37     |

## Statistiken

### Torschützenliste

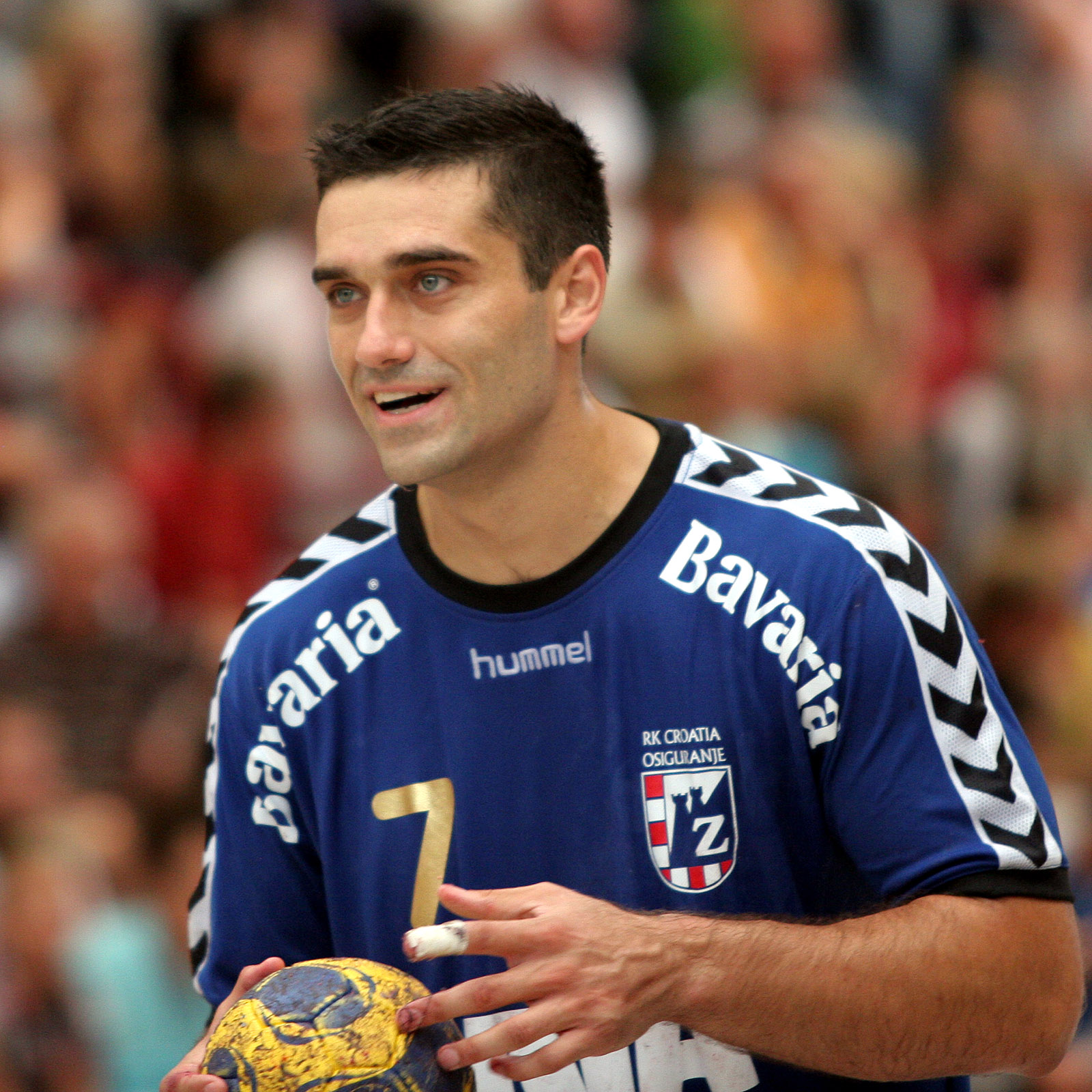
Der Torschützenkönig Kiril Lazarov

Die Torschützenliste zeigt die zehn besten Torschützen in der EHF Champions League 2005/06.
Zu sehen sind die Nationalität des Spielers, der Name, die Position, der Verein, die gespielten Spiele, die Tore und der Tordurchschnitt pro Spiel.
Der Erstplatzierte ist Torschützenkönig der EHF Champions League 2005/06.
| Pl. | Nation                 | Spieler           | Pos. | Verein               | Sp. | Tore | Ø   |
| --- | ---------------------- | ----------------- | ---- | -------------------- | --- | ---- | --- |
| 1.  | Nordmazedonien         | Kiril Lazarov     | (RR) | KC Veszprém          | 12  | 85   | 7,1 |
| 2.  | Russland               | Eduard Kokscharow | (LA) | RK Celje             | 10  | 78   | 7,8 |
| 3.  | Kroatien               | Mirza Džomba      | (RA) | BM Ciudad Real       | 13  | 73   | 5,6 |
| 4.  | Tunesien               | Wissem Hmam       | (RL) | Montpellier HB       | 10  | 70   | 7,0 |
| 5.  | Spanien                | Albert Rocas      | (RA) | Portland San Antonio | 14  | 69   | 4,9 |
| 6.  | Slowenien              | Siarhei Rutenka   | (RL) | BM Ciudad Real       | 13  | 67   | 5,2 |
| 7.  | Serbien und Montenegro | Momir Ilić        | (RL) | RK Velenje           | 8   | 65   | 8,1 |
| 8.  | Kroatien               | Vedran Zrnić      | (RA) | RK Velenje           | 8   | 63   | 7,9 |
| 9.  | Danemark               | Bo Spellerberg    | (RM) | KIF Kolding          | 8   | 61   | 7,6 |
| 10. | Spanien                | Rolando Uríos     | (KM) | BM Ciudad Real       | 14  | 58   | 4,1 |